# Le Grau-du-Roi
 Le Grau-du-Roi  (en occitano Lo Grau dau Rèi) es una población y comuna francesa, en la región de Languedoc-Rosellón, departamento de Gard, en el distrito de Nimes y cantón de Aigues-Mortes.
Es la única comuna costera del departamento de Gard.

## Demografía
| 2363 | 3354 | 3963 | 4152 | 5253 | 5875 |
| Para los censos de 1962 a 1999 la población legal corresponde a la población sin duplicidades (Fuente: INSEE [Consultar]) |      |      |      |      |      |